# Universitatea din Utrecht
Universitatea din Utrecht (UU; în neerlandeză Universiteit Utrecht, fostă Rijksuniversiteit Utrecht) este o universitate din Utrecht, Țările de Jos. Ea este una dintre cele mai vechi universități din Țările de Jos. A fost fondată pe 26 martie 1636 și a avut 30.449 de studenți înmatriculați în anul 2012 și un personaj angajat de 5.295 de persoane. În anul 2011 au fost acordate 485 de titluri de doctor și au fost publicate 7.773 de articole științifice. Bugetul universității pe anul 2013 a fost de 765 de milioane de euro.
Universitatea din Utrecht este apreciată drept cea mai bună universitate din Țările de Jos de Shanghai Ranking of World Universities 2013 și a fost clasată pe locul 13 între cele mai bune universități din Europa și pe locul 52 între cele mai bune universități din lume.
Motto-ul universității este „Sol Iustitiae Illustra Nos”, care înseamnă "Soare al dreptății, răsari peste noi”. Acest motto a fost extras dintr-o traducere latină a Bibliei din Maleahi 4:2. (Universitatea Rutgers, având o legătură istorică cu Universitatea Utrecht, folosește o versiune modificată a acestui motto.) Universitatea din Utrecht este condusă de un consiliu de administrație format din prof. dr. Bert van der Zwaan (Rector Magnificus) și Hans Amman.

## Istoric
Universitatea din Utrecht a fost fondată pe 26 martie 1636. Influentul profesor de teologie Gisbertus Voetius a ținut discursul inaugural, iar Bernardus Schotanus (profesor de drept și matematică) a devenit primul rector magnificus al universității. Anna Maria van Schurman, care a devenit primul student de sex feminin al universității, a fost invitată să scrie un poem în limba latină pentru inaugurare. Inițial, doar câteva zeci de studenți au participat la cursuri universității. Șapte profesori predau la cele patru facultăți: filosofie, care oferea tuturor studenților o educație de bază, și trei facultăți de nivel mai înalt (teologie, medicină și drept).
Universitatea din Utrecht a înflorit în secolul al XVII-lea, în ciuda concurenței cu universitățile mai vechi din Leiden (1575), Franeker (1585) și Groningen (1614) și școlile de la Harderwijk (1599; universitate din 1648) și Amsterdam (1632). Universitatea din Leiden, în special, s-a dovedit un concurent puternic și au fost realizate o serie de îmbunătățiri suplimentare necesare. A fost amenajată o grădină botanică pe terenul actualului Observator Sonnenborgh și trei ani mai târziu a fost construit observatorul astronomic Smeetoren. Universitatea a atras mulți studenți din străinătate (în special din Germania, Anglia și Scoția). Ei au fost martorii confruntării intelectuale și teologice dintre susținătorii noii filosofii (René Descartes a trăit câțiva ani la Utrecht) și adepții teologului reformat Voetius.
În 1806 autoritățile franceze de ocupație din Țările de Jos au retrogradat Universitatea din Utrecht la rangul de école secondaire (liceu), dar după înființarea Regatului Unit al Țărilor de Jos în 1813 și-a recăpătat fostul ei statut. Leiden, Louvain, Groningen, Utrecht și Gent erau cele cinci universități (în neerlandeză hoge scholen) ale noului stat, iar Universitatea din Leiden a primit titlul de eerste hoge school („prima universitate”). Două dintre universități (Louvain și Gent) au fost incluse pe teritoriului noului stat belgian după separarea acestuia de Regatul Țările de Jos în 1830. Acest lucru a făcut ca Universitatea din Utrecht să fie una din cele trei universități neerlandeze.
Universitatea din Utrecht a jucat un rol proeminent în epoca de aur a științei din Țările de Jos. În jurul anului 1850 a fost formată „Școala de științe de la Utrecht”, avându-i ca membri pe unii dintre cei mai importanți oameni de știință ai țării precum Pieter Harting, Gerardus J. Mulder, Christophorus H. D. Buys Ballot și Franciscus Donders. Ei au înființat laboratorul educațional (onderwijslaboratorium) ca un loc de practică științifică pentru studenții lor. Universitatea este reprezentată în Stichting Academisch Erfgoed, o fundație ce are scopul de a conserva colecțiile universitare.

## Descriere

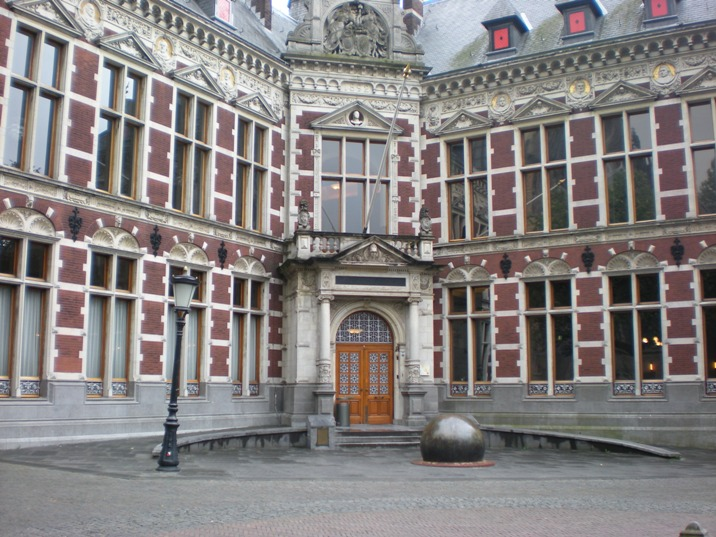
Academiegebouw

Universitatea este formată din șapte facultăți:
- Facultatea de Științe Umaniste
  - Departamentul de Istorie și Istoria Artei
  - Departamentul de Limbi, Literatură și Comunicare
  - Departamentul de Media și Studii culturale
  - Departamentul de Filosofie și Studii religioase
- Facultatea de Științe Sociale și Comportamentale
  - Departamentul de Educație și Pedagogie
  - Departamentul de Științe Sociale
  - Departamentul de Psihologie
- Facultatea de Drept, Economie și Administrație[5]
  - Școala Universitară de Economie (USE)
  - Școala Universitară de Drept
  - Școala Universitară de Administrație (USG)
- Facultatea de Geoștiințe
  - Departamentul de Științe ale Pământului
  - Departamentul de Geografie Fizică
  - Departamentul de Inovare, știința mediului și științe energetice (Institutul Copernicus)
  - Departamentul de Geografie Umană și amenajarea teritoriului
- Facultatea de Medicină
- Facultatea de Medicină Veterinară
- Facultatea de Științe
  - Departamentul de Biologie
  - Departamentul de Chimie
  - Departamentul de Informatică și științe computaționale
  - Departamentul de Matematică
  - Departamentul de Științe Farmaceutice
  - Departamentul de Fizică și Astronomie

Există, de asemenea, trei unități interspecializate:
- Colegiul Universitar Utrecht
- Colegiul Universitar Roosevelt
- Centrul COLUU pentru Educație și Învățare

Cele două facultăți mari de Științe Umaniste și de Drept și Administrație sunt situate în centrul orașului Utrecht. Celelalte cinci facultăți și cele mai multe dintre serviciile administrative sunt situate în Parcul Științific De Uithof, o zonă de campus de la periferia orașului. Colegiul Universitar Utrecht, împreună cu Școala Universitară de Economie, sunt situate în fosta Kromhout Kazerne, care a fost folosită anterior ca bază militară neerlandeză. Colegiul Universitar Roosevelt este situat off-campus în orașul Middelburg din partea de sud-vest a Țărilor de Jos.

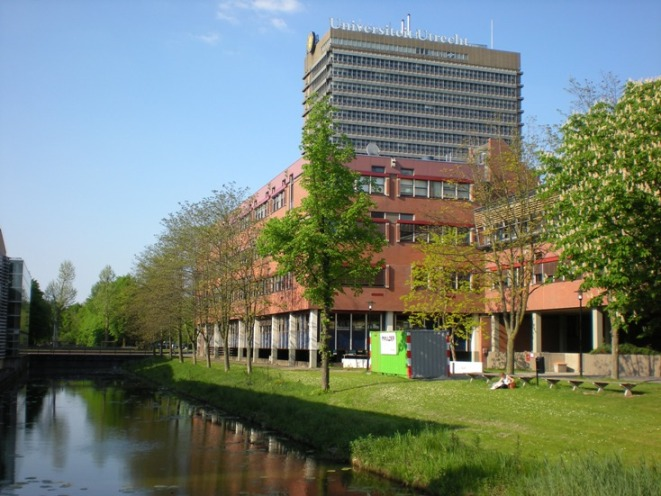
De Uithof (campusul modern al Universității din Utrecht)
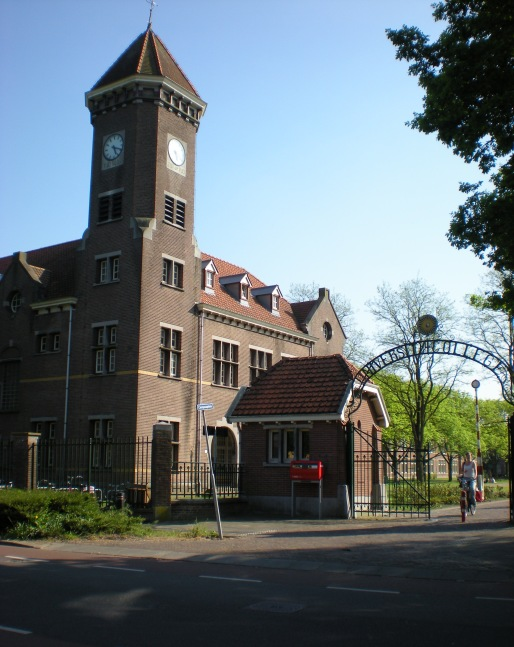
Colegiul Universitar din Utrecht
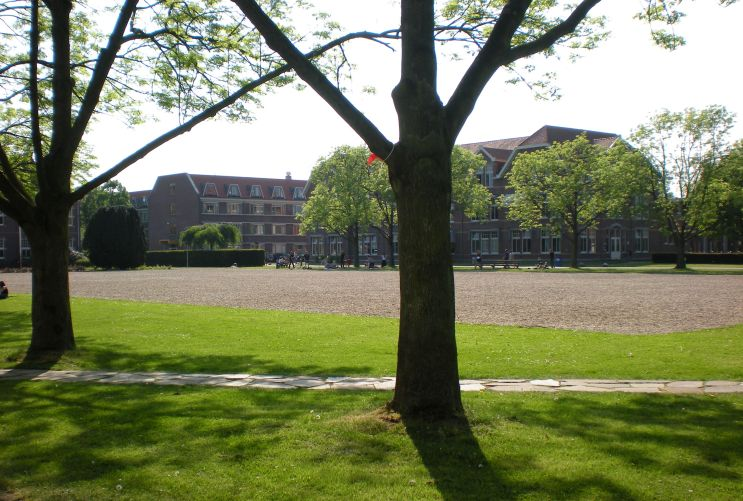
Colegiul Universitar din Utrecht
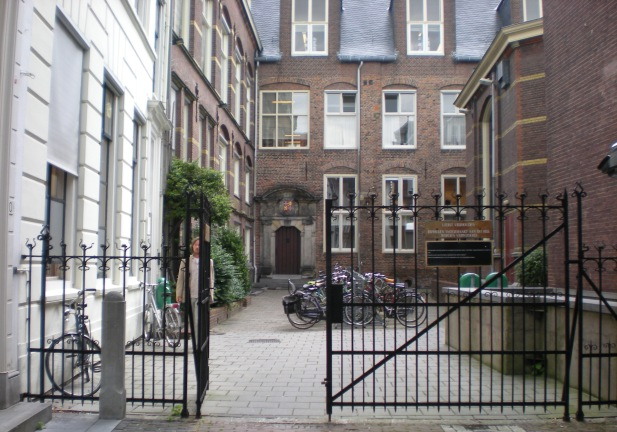
Juridische Bibliotheek (Fosta bibliotecă a Facultății de Drept, situată acum pe Drift 27)
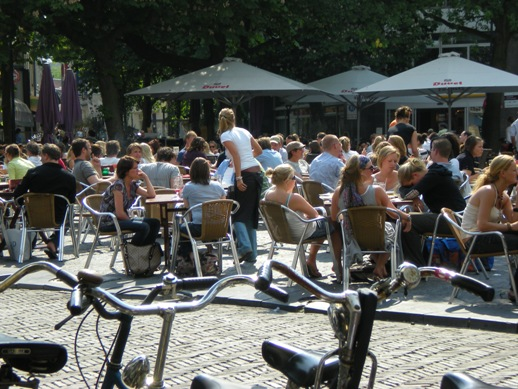
Viață studențească la Utrecht

## Profesori și absolvenți notabili
Universitatea Utrecht a avut printre absolvenți și profesori o serie de oameni de știință distinși, inclusiv 12 laureați ai Premiului Nobel și 13 laureați ai Premiului Spinoza.

## Clasamente internaționale
În lista Clasamentului Mondial al Universităților din 2015, Universitatea din Utrecht s-a clasat pe locul 56 în lume și pe locul 1 în Țările de Jos. Poziția sa a scăzut ușor față de anul 2003, când s-a clasat pe locul 40.
În clasamentul QS World University Rankings din 2015/2016, Universitatea din Utrecht s-a clasat pe locul 94, îmbunătățindu-și poziția față de anul 2004, când s-a clasat pe locul 120.
În The Times Higher Education din 2014-15 World University Rankings, universitatea s-a clasat pe locul 79.